# Wasilij Bałandin
Wasilij Pietrowicz Bałandin (ros. Василий Петрович Баландин, ur. 15 września?/28 września 1904 k. Moskwy, zm. 28 marca 1973 w Moskwie) – radziecki wojskowy, generał major, Bohater Pracy Socjalistycznej (1945).

## Życiorys
Od 1925 członek WKP(b), w 1929 ukończył Moskiewski Instytut Inżynierów Transportu, od stycznia 1930 pracował w zakładzie parowozowym m.in. jako monter i szef głównego wydziału. Od listopada 1930 żołnierz Armii Czerwonej, pracował w Rybińsku jako kierownik warsztatu w fabryce silników, której od 1937 był dyrektorem technicznym, a od 1938 dyrektorem. Od 1939 zastępca ludowego komisarza przemysłu lotniczego ZSRR, w czerwcu 1941 aresztowany, wkrótce zwolniony za wstawiennictwem ludowego komisarza przemysłu lotniczego ZSRR Aleksieja Szachurina, konstruktora lotniczego Aleksandra Jakowlewa i zastępcy ludowego komisarza przemysłu lotniczego ZSRR Piotra Diemientjewa i mianowany dyrektorem fabryki lotniczej nr 384 w Ufie, od 19 sierpnia 1944 był generałem majorem służby inżynieryjno-lotniczej. Od lutego 1946 zastępca, później I zastępca ministra przemysłu lotniczego ZSRR, w latach 1958–1970 zastępca przewodniczącego Państwowej Komisji Planowania (Gospłanu) ZSRR. Pochowany na Cmentarzu Nowodziewiczym.

## Odznaczenia
- Medal Sierp i Młot Bohatera Pracy Socjalistycznej (16 września 1945)
- Order Lenina (czterokrotnie - 29 grudnia 1936, 30 grudnia 1943, 2 czerwca 1945 i 16 września 1945)
- Order Czerwonego Sztandaru Pracy (trzykrotnie)
- Order Czerwonej Gwiazdy (5 marca 1939)